# Christmas Eve and Other Stories
Christmas Eve and Other Stories es el álbum debut de la banda Trans-Siberian Orchestra.
Fue lanzado el 15 de octubre de 1996, y es el primer álbum en su "Trilogía de la Navidad", con The Christmas Attic (1998) y The Lost Christmas Eve (2004) que viene después de ella. Los tres álbumes, así como sus The Ghosts of Christmas Eve DVD, se presentaron en un box set llamado The Christmas Trilogy.
La historia trata de un joven que se adentra en un bar en la Nochebuena, donde se encuentra con un misterioso anciano que le cuenta una historia sobre el efecto mágico del día de Navidad en la raza humana. El álbum lleva piezas clásicas conocidas y se suma a los nuevos temas y arreglos de ambas influencias de rock clásico y progresivo que han dado fama al grupo. El álbum también contiene una mezcla de canciones vocales e instrumentales. Los músicos principales en el álbum son todos miembros de la banda de metal progresivo Savatage (Paul O'Neill, el productor del álbum, es productor de toda la vida de Savatage). Jon Oliva, uno de los principales compositores de las canciones en el álbum, es también un compositor, multinstrumentista y vocalista original en Savatage. (Oliva es también la voz de Mefistófeles en Beethoven's Last Night.) La cubierta del disco es creado por Edgar Jerins.

Al 17 de diciembre de 2012, Christmas Eve and Other Stories fue el noveno más vendido best-selling Christmas/holiday álbum in the United States durante la era Nielsen SoundScan (1991-presente), con ventas de al menos 3.347 millones de copias según SoundScan.
El 28 de noviembre de 2011, Christmas Eve and Other Stories fue certificado triple platino por la Recording Industry Association of America por la venta de tres millones de copias en los Estados Unidos.

## Lista de temas
| N.º   | Título                                                     | Intérpretes | Duración |  |
| 1.    | «An Angel Came Down»                                       | Franz Xaver Gruber, Paul O'Neill, Jon Oliva                                                                         | 3:52     |  |
| 2.    | «O Come All Ye Faithful/O Holy Night» (Instrumental)       | John Francis Wade, Frederick Oakeley, John Reading, Adolphe Adam, John Sullivan Dwight, Paul O'Neill, Robert Kinkel | 4:19     |  |
| 3.    | «A Star to Follow»                                         | Paul O'Neill | 3:49     |  |
| 4.    | «First Snow» (Instrumental)                                | Paul O'Neill | 3:53     |  |
| 5.    | «The Silent Nutcracker» (Instrumental)                     | Paul O'Neill | 2:22     |  |
| 6.    | «A Mad Russian's Christmas» (Instrumental)                 | Piotr Ilich Chaikovski, Robert Kinkel, Jon Oliva                                                                    | 4:42     |  |
| 7.    | «The Prince of Peace»                                      | Felix Mendelssohn, Charles Wesley, Paul O'Neill                                                                     | 3:33     |  |
| 8.    | «Christmas Eve/Sarajevo 12/24» (Instrumental)              | Felix Mendelssohn, Charles Wesley, Paul O'Neill, Robert Kinkel, Jon Oliva                                           | 3:25     |  |
| 9.    | «Good King Joy»                                            | Lowell Mason, Paul O'Neill, Robert Kinkel                                                                           | 6:36     |  |
| 10.   | «Ornament»                                                 | Paul O'Neill, Jon Oliva                                                                                             | 3:37     |  |
| 11.   | «The First Noel» (Instrumental (Tradicional))              | Paul O'Neill | 0:55     |  |
| 12.   | «Old City Bar»                                             | Paul O'Neill | 6:18     |  |
| 13.   | «Promises to Keep»                                         | Paul O'Neill, Robert Kinkel, Jon Oliva                                                                              | 2:41     |  |
| 14.   | «This Christmas Day»                                       | Paul O'Neill, Jon Oliva                                                                                             | 4:20     |  |
| 15.   | «An Angel Returned»                                        | Paul O'Neill, Jon Oliva                                                                                             | 3:52     |  |
| 16.   | «O Holy Night» (Instrumental)                              | Adolphe Adam, John Sullivan Dwight                                                                                  | 2:39     |  |
| 17.   | «God Rest Ye Merry Gentlemen» (Instrumental (Tradicional)) | Adolphe Adam, John Sullivan Dwight                                                                                  | 1:16     |  |
| 62:03 |                                                            | |          |  |

- "Christmas Eve/Sarajevo 12/24" es realizada por Savatage y fue lanzado por primera vez en el álbum de Savatage Dead Winter Dead in 1995.

- Canciones "O Holy Night" y "God Rest Ye Merry Gentlemen" son bonus tracks.

Hay una versión de 2 CD de Christmas Eve and Other Stories que contiene una versión narrada Special Narrated Version Of Christmas Eve and Other Stories. El CD narrado contiene una pista continua de música, con la narración de Russell Horton entre canciones. Esta edición especial hecho por Robert Kinkel y fue producido por Taro Meyer.
En el 2001, la cadena de tiendas Target en Estados Unidos publicó una versión del álbum con un número de catálogo diferente y una etiqueta pegada al envoltorio frente que decía "Target Exclusive: 2 Bonus canciones incluidas." Las dos pistas no se identifican en la cubierta o cualquiera de álbum de embalaje, pero que son los siguientes:
1. "Whoville Medley (Perfect Christmas Night/Grinch)" - 2:38, que originalmente apareció en la banda sonora de 2000 de la película El Grinch
2. "The World That He Sees" - 4:43, que se añadió al álbum The Christmas Attic en algún momento después de su lanzamiento, sino que no aparece en las ediciones originales del CD de 1998.

Ellos se encuentran localizados después de 2 "oficiales" bonus tracks en el CD original.
Algunas otras copias post-2000 del CD contienen "Whoville Medley (Perfect Christmas Night/Grinch)" como una 18th pista, sin "The World That He Sees."

## Personal
- Paul O'Neill - Productor
- Robert Kinkel - Coproductor
- David Wittman - Ingeniero de Grabación y Mezcla

### Intérpretes

#### Voces
Solos:
- Zak Stevens
- John Margolis
- Marlene Danielle
- Michael Fawcette
- Thomas Faresse
- Ken Williams
- Babi Floyd

Apoyos:
- Zak Stevens
- Nancy Jackson
- Peggy Harley
- Latasha Spencer
- Danielle Lander
- Jeffrey Stackhouse
- Timoteo Carosi
- Peter Valentine

#### Coro infantil
Conductor:
- Anthony Piccolo

Coro:
- Joseph Murray
- Adrian Ross
- Nigel Tangredi
- Warren Wilson
- Bet mayordomo
- Cabiria Jacobson
- Rachel Rosenfield
- Caroline Ross

### Instrumentales

#### Solos
- Chelo - Mary Wooten
- Trompa - John Clark

#### Orquesta
- Robert Kinkel - Piano y teclados
- Johnny Lee Middleton - Bajo
- Jon Oliva - Piano, teclados y guitarras bajas
- Paul O'Neill - Guitarra rítmica
- Al Pitrelli - Conductor, ritmo y bajos
- Jeff Plate - Tambores
- Chris Caffery - Guitars adicionales sobre "Nochebuena (Sarajevo 12/24)"